# Magnosz
Magnosz (2. század) orvos.

## Élete
Az Epheszoszból származó Galénosz kortársa volt. Rómában mint udvari orvos (archiatrus palatinus) működött. A pneumatikus orvosi iskolához tartozott; művei, a melyek közül az egyik orvostörténelmi értekezés volt, elvesztek.